# Carrera de rodado del huevo

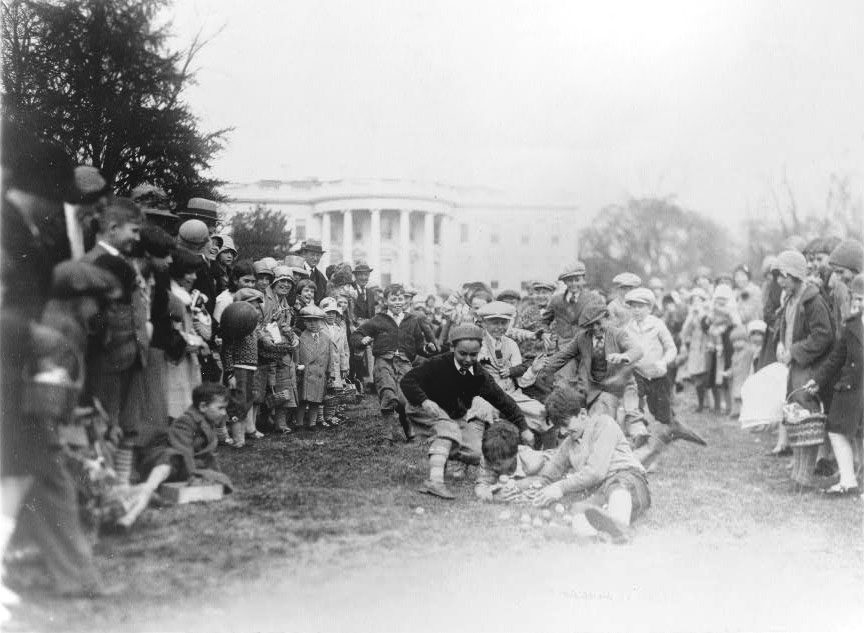
Carrera de rodado de huevos en el jardín de la Casa Blanca, 1929.

La carrera de rodado del huevo, o el rodado del huevo de Pascua, es un juego tradicional de algunos países anglosajones y noreuropeos que se juega utilizando huevos durante la Pascua. Existen diferentes versiones del juego según el país, pero por lo general se juega con huevos duros decorados.

## Historia
Los sajones precristianos tenían una diosa de la primavera llamada Eostre, cuya fiesta se realizaba durante el equinoccio de Primavera, alrededor del 21 de marzo. Su animal era la liebre, y el renacimiento de la tierra en primavera era simbolizado por el huevo. El Papa Gregorio el Grande ordenó a sus misioneros utilizar antiguos sitios religiosos y festivales y absorberlos en los rituales cristianos siempre que fuera posible. La celebración cristiana de la Resurrección de Cristo poseía características ideales para combinarla con la fiesta pagana de Eostre y numerosas tradiciones fueron adoptadas en las festividades cristianas. En Inglaterra, Alemania y otros países del norte de Europa los niños tenían por tradición hacer rodar huevos colina abajo durante Pascua y se cree que esto podría haber sido adoptado como simbolismo de hacer rodar la piedra de la tumba de Jesucristo antes de su resurrección. Esta tradición, junto con otras tales como la del conejo de Pascua, fueron llevadas a Estados Unidos por los colonos europeos.

## Estados Unidos

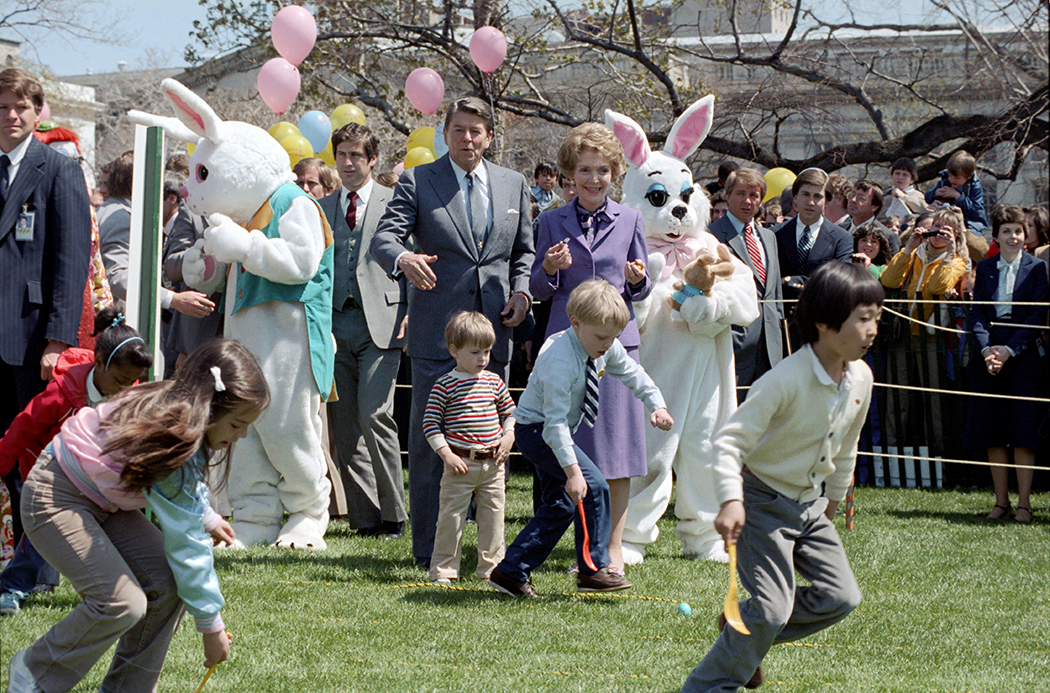
La familia Reagan en el rodado del huevo de Pascua en 1982 en los jardines de la Casa Blanca.

En Estados Unidos, el Rodado del huevo de Pascua (del inglés: Easter Egg Roll) es un evento anual, y se realiza en los jardines de la Casa Blanca cada Lunes de Pascua para niños y sus padres. 
El Rodado del Huevo es una carrera, en la cual los niños deben empujar al huevo por el césped con una cuchara de madera de mango largo. Otros eventos que se realizan conjuntamente incluyen la aparición de personalidades de la Casa Blanca vestidas con trajes de Conejo de Pascua, discursos y lectura de libros por secretarias del gabinete, y exhibiciones de huevos decorados. 
Según una tradición no documentada, Dolley Madison, la esposa del Presidente James Madison, comenzó con este evento en 1814 y cientos de niños trajeron sus huevos decorados para participar en los juegos. El sitio original era en los terrenos del Capitolio, pero en 1877 se plantó un césped nuevo y los jardineros cancelaron el evento. Posteriormente, el Congreso aprobó una ley que determina que es ilegal utilizar los terrenos del Parlamento como campo de juego de los niños. Ante la solicitud de los niños, incluidos los suyos propios, Rutherford B. Hayes, que era entonces presidente, y su esposa Lucy Hayes llevaron el evento a los jardines de la Casa Blanca. La práctica fue abandonada tras la presidencia de Franklin D. Roosevelt, y revivida por Mamie Eisenhower durante el último período de su esposo en el gobierno. La señora Eisenhower abrió el evento también a niños negros por primera vez. En 2009, el presidente Barack Obama fue el primero que invitó formalmente a parejas del mismo sexo y sus niños al Rodado del huevo de Pascua.

## Otros países
En Alemania, resulta vencedor aquel competidor cuyo huevo rueda en forma más rápida atravesando una pista construida con troncos. En Dinamarca, se hacen rodar huevos decorados por suaves pendientes de césped o en el bosque, siendo el ganador aquel competidor cuyo huevo llega más lejos; los huevos son comidos luego del juego (si no se han roto). Esta tradición se encuentra especialmente establecida en el pueblo de Køge. En los Países Bajos, resulta ganador en forma similar aquel competidor cuyo huevo rodó un trayecto mayor. En Lituania, el competidor recoge aquellos huevos que han sido tocados por el suyo. En Europa del este se practican otras tradiciones tales como el combate con huevos y la decoración de huevos.